# Hypanus marianae
Hypanus marianae es una especie de pez de la familia Dasyatidae en el orden de los Rajiformes.

## Morfología
• Los machos pueden llegar alcanzar los 40 cm de longitud total.

## Reproducción
Es ovíparo.

## Hábitat
Es un pez de mar y de clima tropical (0°S-19°S) y demersal que vive entre 2-15 m de profundidad.

## Distribución geográfica
Se encuentra en el Océano Atlántico suroccidental: el Brasil (desde Maranhão hasta el sur de Bahía ).

## Observaciones
Es inofensivo para los humanos.